# Zawadka (województwo śląskie)
Zawadka – wieś w Polsce położona w województwie śląskim, w powiecie zawierciańskim, w gminie Irządze.
| SIMC    | Nazwa         | Rodzaj    |
| ------- | ------------- | --------- |
| 0133103 | Feliksów      | część wsi |
| 0133110 | Podfeliksówka | część wsi |
| 0133126 | Stara Wieś    | część wsi |
| 0133132 | Wyszki        | część wsi |

W latach 1975–1998 miejscowość należała administracyjnie do województwa częstochowskiego.